# 민간신앙
민간신앙(民間信仰, 영어: folk religion, popular religion, traditional religion, vernacular religion)은 국가의 관리를 받지 않고, 조직화되지 않으며 일상 생활의 일부로 수행되는 민중 주체의 종교 운동이다. 민간신앙의 개념은 아직 명확히 정의되지 않았다. 미신을 지칭하는 경우도 있고 무속신앙이나 원시신앙으로 생각하는 경우도 있다. 그러나 보편적으로는 민족적 특성이 강한 민속신앙(民俗信仰), 토속신앙(土俗信仰), 고유신앙(固有信仰)으로 파악하는 것이 타당하다고 여겨진다. 민족 종교와는 다르다.

## 같이 보기
- 제천 (신앙)(祭天)
  - 강화 참성단
- 삼신칠성(三神七星)
  - 북두칠성
- 무속신앙
- 토착신앙